# Alphonse Schepers
Aphonse Schepers (* Neerlinter, 27 de agosto de 1907 - † Tienen, 1 de dezembro de 1984). Foi um ciclista belga, profissional entre 1931 e 1938 cujos maiores sucessos desportivos obteve-os no Tour de France, onde obteve 1 vitória de etapa, e na Volta a Espanha onde conseguiu 3 vitórias de etapa. Assim mesmo obteve 3 vitórias na Liège-Bastogne-Liège, um Volta à Flandres e uma Paris-Nice.

## Palmarés
| 1929 - Liège-Bastogne-Liège 1931 - Campeonato da Bélgica de ciclismo de estrada - Liège-Bastogne-Liège 1933 - 1 etapa no Tour de France - Volta à Flandres - Paris-Nice, mais 1 etapa - 1 etapa da Paris-Saint-Étienne | 1934 - Paris-Rennes - 1 etapa na Paris-Nice 1935 - Liège-Bastogne-Liège 1936 - 3 etapas na Volta a Espanha 1937 - Tour de Limburgo |

## Resultados nas Grandes Voltas e Campeonatos do Mundo
| Carreira           | 1930 | 1931 | 1932 | 1933 | 1934 | 1935 | 1936 | 1937 | 1938 |
| ------------------ | ---- | ---- | ---- | ---- | ---- | ---- | ---- | ---- | ---- |
| Giro d'Italia      | -    | -    | -    | -    | -    | -    | -    | Ab.  | -    |
| Tour de France     | -    | 18º  | Ab.  | 18º  | Ab.  | -    | -    | -    | -    |
| Volta a Espanha    | -    | -    | -    | -    | -    | -    | 7º   | -    | -    |
| Mundial em Estrada | -    | -    | -    | 5º   | -    | -    | -    | -    | -    |

-: não participa 

Ab.: abandono 